# Gregory Corso
Gregory Nunzio Corso (26. března 1930, Greenwich Village, New York City – 17. ledna 2001, Robbinsdale, Minnesota), byl americký básník, nejmladší z hlavních představitelů tzv. Beat generation (Ginsberg, Kerouac, Burroughs, Gregory Corso).
Jeho tvorba je známa hlavně několika dlouhými a údernými básněmi (Moc, Bombo, Manželství, Armáda, Policie, Vlasy, Smrt, Klaun, Přítel).

## Život
Narodil se v New Yorku, kde i vyrostl – lze ho považovat za dítě ulice. V roce 1931 se jeho rodiče rozvedli a jednoletého Gregoryho opustili. Corso se dostal do péče náhradní matky, prošel řadou sirotčinců a část svého dětství prožil v bezdomoví. Roku 1941 se dostal zpět k otci, ale po několika měsících opět utekl na ulici.
Ve dvanácti letech byl roku 1942 pro krádeže několik měsíců vězněn v legendární newyorské Kobce. Podruhé se za mříže dostal jako sedmnáctiletý v roce 1947, kdy byl za loupežné přepadení odsouzen ke třem letům v Clintonském vězení. Léta strávená v kriminále věnoval literatuře, četl hlavně anglické romantiky a řeckou klasiku. Svou druhou sbírku Benzín věnoval „andělům z Clintonského vězení, kteří mi ze všech těch cel kolem podávali knihy osvícení“. Po propuštění v roce 1950 se jako sečtělý začínající básník seznámil s Allenem Ginsbergem a roku 1956 s ním odešel do San Franciska, kde se oba připojili ke vzkvétajícímu básnickému hnutí. Uspořádali spolu množství veřejných čtení a potom společně odjeli do Mexika. Po návratu z Mexika se vydal procestovat Evropu.
Prošel několikaletou závislostí na heroinu, později se oženil a měl dvě děti. Zemřel v Minnesotě a byl pochován vedle Keatse a Shellyho na Protestantském hřbitově v Římě. Na hrobě má vyrytou svou báseň:

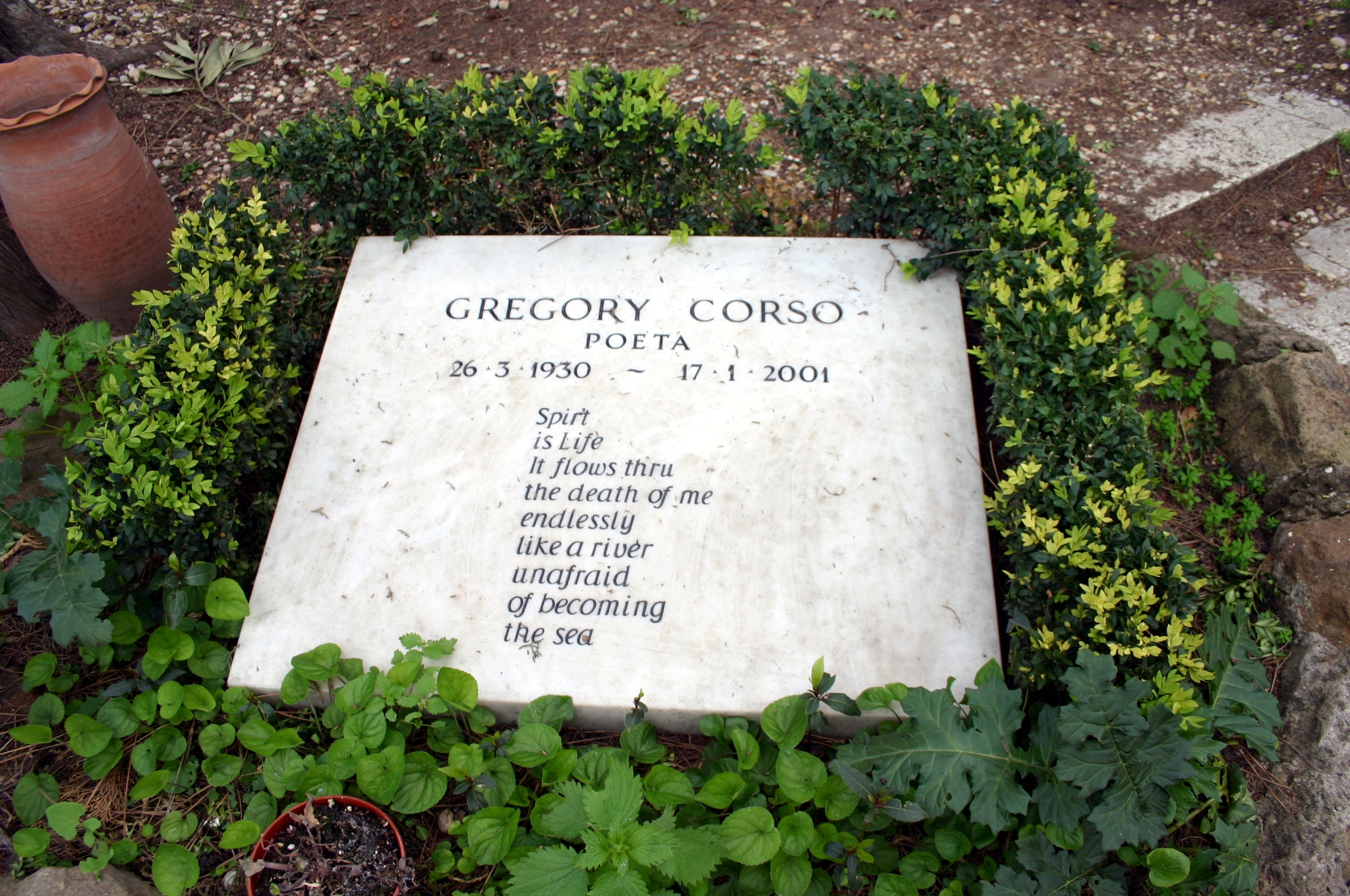
Corsův hrob v Římě

Duch 

je Život

jenž neustále

proplouvá 

mou smrtí

jako řeka

která se nebojí

stát se

mořem

## Dílo
Jeho poezie je ovlivněna antikou a především renesancí. Pro jeho tvorbu je charakteristická ojedinělá širokost jazykových prostředků, sahající přes sofistikovaně nadnesené pojmy, impresionistické zenové elipsy, přes uhrančivá vyvolávání, směrem k básnickým klišé, k juxtapozičním metaforám a nakonec až k dadaisticky bezprostřednímu pojmenování.
Stejně přirozeně a humorně, jako mezi jednotlivými verši, zvládá brouzdat i v rozmanité tematičnosti svých básní, vždy tak, aby udržel svěžest myšlenky spolu s oproštěnou kadencí jejího zpracování. Většina jeho básní začíná obvyklými situacemi, jejichž popis básník posléze záměrně strhne proudem své zkušenosti a fantazie, z nichž vytěží vlastní originalitu.
Z jeho poezie je čitelná vnitřní spřízněnost s tezemi P. B. Shellyho eseje Obrana básnictví, ve které autor zdůrazňuje schopnost skutečného básnického impulsu podnítit zrod původního a osvobozeného uskupení myšlenek, jako výsledek stimulace individuální lidské vůle.
Mezi básníky, jimiž byl inspirován, lze nepochybně zařadit Francoise Villona, Arthura Rimbauda, Williama Blakea a Percy Shellyho.

### Básnické sbírky
- Panenská dáma z Brattlu (1958) – otištěna v Harvardu za pomoci studentů, kteří se složili na její vydání
- Benzin (1958) – básně „Slunce“, „Jenže já nestojím o vlídnost“
- Šťastné narozeniny smrti (1960) – básně „Vlasy“, „Armáda“, „Manželství“, „Bombo“, „Moc“ a „Klaun“
- Ať žije člověk (1962) – báseň „Přítel“
- Elegické pocity Američana (1970) – báseň „Americký způsob“
- Zvěstovatel autochtonního ducha (1981) – básně „Duch“, „Všechno harampádí... skoro“

### Próza
- American Express (1961) – spontánní fantaskní román
- Na rohu (1962) – jednoaktovka

## Corso v citátech
- "Corsovo nakládání s myšlenkami je zcela ojedinělé, což dosvědčují jeho básně s jednoslovným názvem (Moc, Bombo, Manželství, Armáda, Vlasy, Smrt, Přítel). Corso v nich destiluje podstatu archetypálních pojmů, které s humorem recykluje tak dlouho, dokud z nich nevzniknou pojmy nové, zkouší je, porovnává všeobecně zažité pojmy a s šokujícím výsledkem alchymicky odhaluje jejich skutečnou podstatu."

Allen Ginsberg, O Corsových ctnostech
- "Gregory je hazardní hráč. Zažívá porážky jako každý, kdo se chápe příležitostí. Ale vitalita a nezlomnost z něj vždy září světlem, které je víc než lidské: nesmrtelným světlem jeho Múzy."

William S. Burroughs
- "Podle mne je Gregory Corso jeden z nejlepších básníků své generace. Je zcela přirozený. Buď se vám líbí nebo nelíbí. Není toho mnoho, co byste o něm mohli říct, ledaže byste o něm napsali báseň."

Kenneth Rexroth
- "Jsou autoři, kteří tím, jak se ostatním básníků podobají, nebo naopak tím, jak se od nich liší, navazováním na určité tradice, svou vzdělaností a ostentativní obeznalostí ve věcech básnictví přesvědčují čtenáře o tom, že mají co činit s básníky. Něčím takovým Gregory Corso neztrácí čas."

Jan Zábrana, Fakta, poznámky a citáty o poezii Gregoryho Corsa
- "... říkám vám, že přichází obrovská, v hadrech prosáklých benzínem, s kusy drátu a ohnutými starými hřebíky, jak nějaký temný arivista z nějaké temné řeky ve mně."

Gregory Corso, Jak ke mně přichází poezie

## Česky vyšlo
- Mokré moře, Odeon, 1988

- American Express, Votobia, 1998

- Jak neumírat, MAŤA, 2000